# Le Pasquier
Le Pasquier – miejscowość i gmina we Francji, w regionie Burgundia-Franche-Comté, w departamencie Jura.
Według danych na rok 1990 gminę zamieszkiwało 238 osób, a gęstość zaludnienia wynosiła 31 osób/km² (wśród 1786 gmin Franche-Comté Le Pasquier plasuje się na 509. miejscu pod względem liczby ludności, natomiast pod względem powierzchni na miejscu 593).